# Coloratobistus villosum
Coloratobistus villosum är en insektsart som först beskrevs av Ludwig Redtenbacher 1908.  Coloratobistus villosum ingår i släktet Coloratobistus och familjen Aschiphasmatidae. Inga underarter finns listade i Catalogue of Life.